# NPO Radio 2
NPO Radio 2 (bis 19. August 2014 Radio 2) ist ein nationaler Radiosender des öffentlich-rechtlichen Rundfunks der Niederlande (Nederlandse Publieke Omroep).

Logo bis 19. August 2014

## Geschichte
NPO Radio 2 ging im Jahre 1985 aus dem ehemaligen Sender Hilversum 1 hervor, der bereits 1947 den Rundfunkbetrieb aufgenommen hatte. Seit dem 19. August 2014 trägt der Sender den Zusatz NPO im Namen.

## Zielgruppen, Musikauswahl und Programme
Zur Zielgruppe des Radiosenders gehört in erster Linie die Altersschicht der 40- bis 54-Jährigen. Gespielt werden neben der Musik der 1970er und 1980er Jahre auch Evergreens aus den 1960er Jahren. Nach eigenen Angaben liegt der Schwerpunkt unter anderem auf aktueller Popmusik, insbesondere niederländischen Produktionen.
Verschiedene Sendungen beschäftigen sich mit bestimmten Genres wie Soul und House; im Muziekcafé treten Künstler live auf.
Daneben werden von NPO Radio 2 diverse Themenwochen veranstaltet, darunter die Top 2000.

## Top 2000
Seit 1999 werden jeweils in der Woche zwischen Weihnachten und Neujahr zweitausend Musiktitel gespielt, deren Platzierungen zuvor mittels Hörer-Abstimmung festgelegt wurden. Die NPO Radio 2 Top 2000 verfolgen jedes Jahr rund zehn Millionen Menschen, weshalb die Sendung zu den größten Radio- und Musikveranstaltungen der Niederlande zählt.
Seit ihrem Bestehen wurde die Top-2000-Liste fast immer vom Queen-Titel Bohemian Rhapsody angeführt; Ausnahmen waren die Jahre 2005 mit Avond von Boudewijn de Groot, 2010 und 2014 mit Hotel California von den Eagles, 2015 mit Imagine von John Lennon und 2020 mit Roller Coaster von Danny Vera.

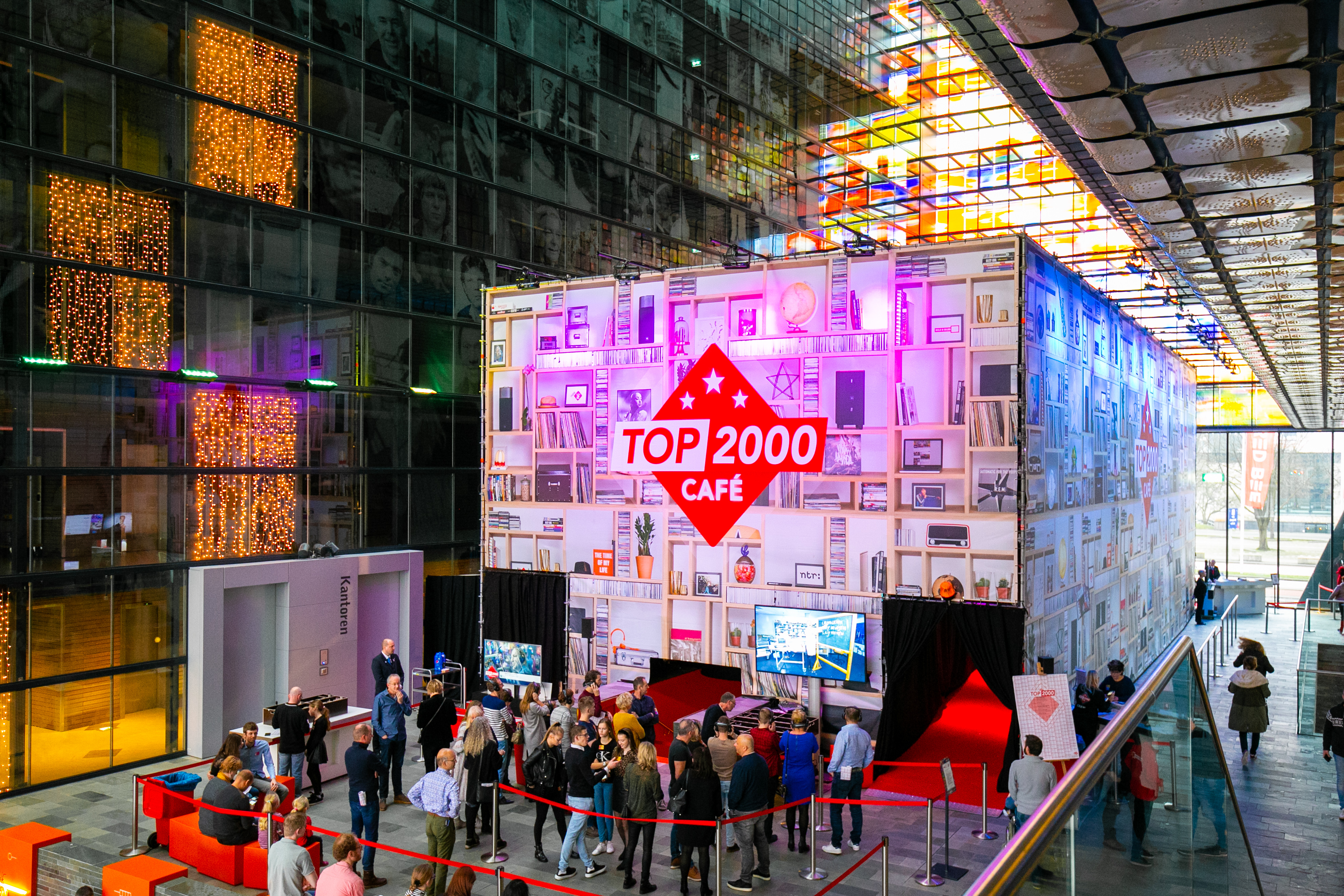
Außenansicht Top 2000 Café (2018)

Anfangs wurde die jährliche Top-2000-Liste nur als Tonübertragung aus einem kleinen Studio gesendet, seit 2010 als Ton- und Bildübertragung aus dem eigens dazu eingerichteten Top 2000 Café. Es ist in dieser Zeit für Besucher geöffnet, die vorher einen bestimmten Zeitabschnitt für den Aufenthalt reserviert haben. 2020 war das Café für Publikum aufgrund der COVID-19-Pandemie für Publikum nicht zugänglich; es wurde stattdessen die Möglichkeit geschaffen, dass Menschen über verschiedene, im Café aufgestellte Bildschirme virtuell anwesend sein und mit den DJs in Kontakt kommen konnten. Erstmals begann die Sendung schon um 0:00 Uhr am 25. Dezember, so dass mehr Zeit für das Abspielen längerer Musiktitel war.
Über die Top 2000 werden verschiedene Statistiken geführt, darunter die Platzierungen sämtlicher Titel über die Jahre, Präferenzen der Wähler nach Lebensalter oder Gemeindezugehörigkeit.